# Jonathan Stroud
Jonathan Anthony Stroud, född 27 oktober 1970 i Bedford i England, är en brittisk fantasyförfattare som skrivit bland annat Bartimaeustrilogin.
Stroud studerade engelsk litteratur på University of York och arbetade sedan som redaktör på Walker Books and Kingfisher Publications in London. Han debuterade 1994 med boken World Puzzles. 1999 skrev han sin första fantasybok, och har sedan 2001 varit författare på heltid.

## Böcker

### Soloböcker
- Justin Credible's Word Play World (1994)
- The Viking Saga of Harri Bristlebeard (1997)
- The Hare and the Tortoise (1998)
- Walking through the Jungle (1998)
- The Little Red Car (1999)
- Alfie's Big Adventure (1999)
- Buried Fire (1999)
- Little Spike and Long Tail (2000)
- Goldilocks and the Three Bears (2000)
- The Leap (2001)
- The Last Siege (2003)
- The Lost Treasure of Captain Blood (2006)
- Heroes of the Valley (2009)

### Non-fiction
- Ancient Rome: A Guide to the Glory of Imperial Rome (2000)
- Life and Times in Ancient Rome (2008)

### Bartimaeustrilogin
1. Amuletten från Samarkand The Amulet of Samarkand (2003)
2. Golems Öga The Golem's Eye (2004)
3. Magikerns Port Ptolemy's Gate (2005)
4. The Ring of Solomon (Uppföljare) (2010)

### Lockwood & Co.
1. Den skrikande trappan The Screaming Staircase (2013)
2. Den viskande dödskallen The Whispering Skull (2014)
3. Den ihåliga vålnaden The Hollow Boy (2015)
4. Den flammande skuggan The Creeping Shadow (2016)
5. The Empty Grave (2017)
6. "The Dagger in the Desk" (kort historia) (2015)